# Panamerikanische Spiele 2003
Die XIV. Panamerikanische Spiele wurden vom 1. bis 17. August 2003 in Santo Domingo (Dominikanische Republik) ausgetragen. Die erfolgreiche Bewerbung war Mitte der 1990er Jahre gestartet worden, als das Land eine der höchsten Wachstumsraten in Lateinamerika hatte.
An den Spielen nahmen alle 42 Mitgliedsverbände der PSO teil. Registriert wurden 6.748 Athleten sowie weitere 2.425 Trainer und Funktionäre. Die meisten Athleten entsandten die USA mit 713 Teilnehmern, die wenigsten Saint Lucia mit sechs Aktiven.

## Sportarten
Während der Panamerikanischen Spiele von Santo Domingo wurden Wettbewerbe in 37 Sportarten veranstaltet.
| - Leichtathletik (24/23) (Ergebnisse) - Badminton (2/2/1) (Ergebnisse) - Basketball (1/1) - Handball (1/1) - Baseball (1/0) - Bowling (2/2) - Boxen (11/0) (Ergebnisse) - Kanu (9/3) - Radfahren: - BMX-Rennsport (1/1) - Mountainbikesport (1/1) - Bahnradfahren (7/3) - Straßenradsport (2/2) - Tauchen (4/4) - Pferdesport - Dressur (0/0/2) - Vielseitigkeitsreiten (0/0/2) - Springreiten (0/0/2) - Fechten (5/5) - Wasserski (4/3) - Fußball (1/1) (Ergebnisse) - Futsal (1/0) - Turnen - Gerätturnen (8/6) - Rhythmische Sportgymnastik (0/8) - Trampolin (1/1) | - Gewichtheben (8/7) - Hockey (1/1) - Judo (7/7) - Karate (6/3) - Ringen - Ringen im griechisch-römischen Stil (7/0) - Freistilringen (7/0) - Frauenringen (0/4) - Synchronschwimmen (0/2) - Schwimmen (17/17) - Rollkunstlauf (1/1) - Inline-Speedskating (2/2) - Moderner Fünfkampf (1/1) - Rudern (8/5) - Softball (0/1) - Squash (2/2) (Ergebnisse) - Taekwondo (4/4) - Tennis (2/2) (Ergebnisse) - Tischtennis (2/2) - Bogenschießen (2/2) - Schießsport (9/6) - Triathlon (1/1) (Ergebnisse) - Segelsport (2/2/5) - Volleyball (1/1) - Beachvolleyball (1/1) - Wasserball (1/1) |

## Eröffnungszeremonie
Die Spiele wurden im neuen Olympiastadion vor 18.000 Zuschauern eröffnet. Einige 10.000 Darsteller führten ein Programm vor, von denen einige in Kostümen, die von Skeleton bis zu Männer in Tuxedoes und mit Zylinder reichten, verkleidet waren, die typisch für den Karneval in der Dominikan Republik sind.
Die örtlichen Baseballstars Juan Marichal und Pedro Martínez waren bei der Zeremonie beteiligt. Sie vollendeten die letzte Runde der Fackel. Zusammen mit Luis Pujols, dem Neffen des gleichnamigen Trainers der San Francisco Giants, der in einem Dominikanischen Baseballtrikot gekleidet war, schwangen sie einen Schläger gegen einen Baseball, der an der Spitze der Miniflamme saß, der die Flammenschale entzündete.
Die Zeremonie wurde auch vom Präsidenten der Dominikanischen Republik, Hipólito Mejía, dem Präsidenten des Panamerikanischen Sportverbandes, Mario Vázquez Raña, und dem New Yorker Bürgermeister Michael Bloomberg besucht.

## Budget und Sportstätten
Die Dominikanische Republik gab mindestens 175 Millionen US$ für das siebzehntägige Sportereignis aus. Zwei olympische Dörfer wurden gebaut und Arbeiter waren wegen Bauverzögerungen, Stromausfällen und fragwürdiger Sportstätten gezwungen, bis zur Eröffnungszeremonie daran zu arbeiten. Letzten Endes renovierte die Dominikanische Republik existierende Sportstätten und baute neue.
Obwohl es manche logistische Vorfälle gab (ein Team konnte im olympischen Dorf konnte aus Wassermangel nicht duschen, anderen Teams fehlten Tennisbälle oder Handtücher,) kommentierte der U.S. team Chef Roland Betts: „Zeitweise war es ein großer Kampf, aber wir waren sehr aufgeregt und stolz, als wir die Sportstätten sahen. Ich glaube, dass diese Sportstätten genauso gut oder besser als alle anderen waren, die bisher für die panamerikanischen Spiele erstellt worden sind.“ ("At times it has been a great struggle, but we are very excited and proud to see the venues. I believe these venues are as good as or better than any that have been created for the Pan American Games.") Andere Beteiligte stimmten zu, dass die logistischen und Bauprobleme während der Spiele stark zurückgingen.

## Kontroverse und örtliche Reaktionen
Zahlreiche Demonstrationen wurden abgehalten, um auf die Sparmaßnahmen, einschließlich Importsteuern und Ausgabenkürzungen und Vernachlässigung der verarmten Regionen aufmerksam zu machen. Während der Spiele wurden die Proteste außerhalb der Stadt verbannt. Jedoch nahmen die Dominikaner die Spiele mit Stolz und Wärme auf, besonders wenn örtliche Stars sich hervortaten wie Félix Sánchez, der die Goldmedaille über die 400 Meter Hürden gewann und den panamerikanischen Rekord brach.
Während sie die erstklassigen Sportstätten priesen, beklagten Kritiker die hohen Kostenüberschreitungen, die üppige Entlohnung der Organisatoren und die Sorgen über die Fähigkeit der Dominikanischen Republik, die Sportstätten nach den Spielen zu unterhalten.

## Medaillenspiegel
Der Gastgeber ist hervorgehoben.
| Medaillenspiegel | Medaillenspiegel         | Medaillenspiegel | Medaillenspiegel | Medaillenspiegel | Medaillenspiegel |
| ---------------- | ------------------------ | ---------------- | ---------------- | ---------------- | ---------------- |
| #                | Teilnehmernation         | Gold             | Silber           | Bronze           | Gesamt           |
| 01               | Vereinigte Staaten       | 117              | 80               | 73               | 270              |
| 02               | Kuba                     | 72               | 41               | 39               | 152              |
| 03               | Kanada                   | 29               | 57               | 42               | 128              |
| 04               | Brasilien                | 29               | 40               | 54               | 123              |
| 05               | Mexiko                   | 20               | 27               | 32               | 79               |
| 06               | Venezuela                | 16               | 21               | 27               | 64               |
| 07               | Argentinien              | 16               | 20               | 27               | 63               |
| 08               | Kolumbien                | 11               | 8                | 24               | 43               |
| 09               | Dominikanische Republik  | 10               | 12               | 19               | 41               |
| 10               | Jamaika                  | 5                | 2                | 6                | 13               |
| 11               | Puerto Rico              | 3                | 4                | 9                | 16               |
| 12               | Ecuador                  | 3                | 1                | 5                | 9                |
| 13               | Chile                    | 2                | 10               | 10               | 22               |
| 14               | Trinidad und Tobago      | 2                | 4                | 1                | 7                |
| 15               | Uruguay                  | 2                | 1                | 5                | 8                |
| 16               | Peru                     | 1                | 1                | 8                | 10               |
| 17               | Suriname                 | 1                | 0                | 0                | 1                |
| 18               | Guatemala                | 0                | 3                | 9                | 12               |
| 19               | El Salvador              | 0                | 2                | 2                | 4                |
| 20               | Bahamas                  | 0                | 2                | 0                | 2                |
| 21               | Haiti                    | 0                | 1                | 2                | 3                |
| 22               | Grenada                  | 0                | 1                | 1                | 2                |
| 22               | Guyana                   | 0                | 1                | 1                | 2                |
| 24               | Cayman Islands           | 0                | 1                | 0                | 1                |
| 24               | Bermuda                  | 0                | 1                | 0                | 1                |
| 26               | Bolivien                 | 0                | 0                | 2                | 2                |
| 26               | Panama                   | 0                | 0                | 2                | 2                |
| 28               | Niederländische Antillen | 0                | 0                | 1                | 1                |
| 28               | Barbados                 | 0                | 0                | 1                | 1                |
| 28               | Costa Rica               | 0                | 0                | 1                | 1                |
| 28               | Honduras                 | 0                | 0                | 1                | 1                |
| 28               | St. Lucia                | 0                | 0                | 1                | 1                |